# 沈黙の啓示
『沈黙の啓示』（ちんもくのけいじ、原題: TRUE JUSTICE PART2）は、アメリカのシアトルを舞台とするテレビドラマ、スティーヴン・セガール主演のシアトル警察特別捜査隊（SIU） を扱った、"沈黙シリーズ（TRUE JUSTICE Series）"である。

## ストーリー
シアトルの日本人キャンプ「キャンプ・ハーモニー」で、フェンスに張り付けられたストリッパーの死体が発見される。口には白いカーネーション。足元には赤い布と狐の像が置かれていた。シアトル警察特別捜査隊（SIU） のジュリエットとサラは被害者の働いていたストリップダンサーになって潜入捜査を開始する。犯人が捕まるが、似た事件が起きる。しかも、身内の女性警官が殺され、えん罪か、模倣犯か、本部との捜査の軋轢が生まれる。

## キャスト
| 役名                       | 俳優                                           | 日本語吹替     |
| -------------------------- | ---------------------------------------------- | -------------- |
| イライジャ・ケイン         | スティーヴン・セガール                         | 大塚明夫       |
| ジュリエット・ソーンダーズ | ミーガン・オリー                               | 有賀由樹子     |
| ブレット・ラドナー         | ウォーレン・クリスティー                       | 井上剛         |
| アンドレ・メイソン         | ウィリアム・"ビッグ・スリープス"・スチュワート | 丸山壮史       |
| サラ・モンゴメリ           | サラ・リンド                                   | ミルノ純       |
|                            | ツィ・マー                                     |                |
| ヒロ                       | アレックス・マラリ・Jr.                        | 河合みのる     |
| グレーヴス                 | エイドリアン・ハフ                             | 里卓哉         |
| ゲイツ                     | カイル・キャシー                               | 村上裕哉       |
| マイルズ                   | マイケル・エクランド                           | 岡本未来       |
| タナカ                     | ジョージ・タケイ                               | 金子修         |
| チェン                     |                                                | 越後屋いんちき |
| ミラー                     |                                                | 板取政明       |
| アンジェリーナ             |                                                | 内野恵理子     |
| サヴァンナ                 |                                                | 辻米美希       |
| 女(1)                      |                                                | 旭恵梨奈       |
| 男(1)                      |                                                | 高橋渉         |
| チンピラ(1)                |                                                | 永江喜彦       |